# Tudor Ionescu
Tudor (Theodor) Ionescu (* 16. Mai 1898 in Corabia, Kreis Olt; † 11. Februar 1990 in Bukarest) war ein Chemiker, Hochschullehrer und Politiker der Rumänischen Kommunistischen Partei PCR (Partidul Comunist Român), der unter anderem von 1945 bis 1948 Minister für Bergbau und Erdöl war.

## Leben
Tudor Ionescu begann nach dem Besuch des Lycée Caracal ein Chemiestudium an der Wissenschaftlichen Fakultät der Universität Bukarest sowie an der Fakultät für Chemie des Polytechnischen Instituts Bukarest. Er wurde nach dessen Abschluss 1923 zunächst Wissenschaftlicher Assistent sowie daraufhin 1928 Dozent am Lehrstuhl für Anorganisch-Chemische Technologie der Fakultät für Naturwissenschaften der Universität Bukarest. Er schloss 1929 seine Promotion zum Doktor der Naturwissenschaften mit dem Schwerpunkt Technische Chemie mit der Dissertation Asupra compoziției chimice auleiurilor neutrale separate din gudroanele primare obținute din ligniții româneşti, in der er sich mit der chemischen Zusammensetzung von Teeren getrennten neutralen Ölen als Vorprodukte aus rumänischer Braunkohle befasste. Er trat als Mitglied der Nationalen Bauernpartei PNȚ (Partidul Național-Țărănesc) bei und war Präsident von deren Jugendorganisation. Später wurde er Mitglied der Radikalen Bauernpartei PRȚ (Partidul Radical Țărănesc) und dann der Sozialdemokratischen Partei PSD (Partidul Social Democrat), deren Zentralkomitee (ZK) er seit Januar 1939 angehörte. 1939 wurde er Lektor an der Universität Bukarest und trat im Januar 1944 der damaligen Kommunistischen Partei PCdR (Partidul Comunist din România) als Mitglied bei. Am 6. Dezember 1944 wurde Ionescu er im Ministerium für nationale Wirtschaft und bekleidete dieses Amt bis zum 28. Februar 1945.
Am 6. März 1945 übernahm Ionescu im ersten Kabinett Groza den Posten als Minister für Bergbau und Erdöl (Ministrul minelor și petrolului) und hatte diesen auch im zweiten Kabinett Groza (1. Dezember 1946 bis 29. Dezember 1947) sowie im dritten Kabinett Groza (30. Dezember 1947 bis 14. April 1948) inne. Er übernahm zudem 1945 die Professur als Inhaber des Lehrstuhls für technische und anorganische Chemie am Polytechnischen Institut Bukarest und lehrte dort bis zu seiner Emeritierung 1968. Er war außerdem zwischen 1946 und 1948 Mitglied der Abgeordnetenkammer (Adunarea Deputaților). Daneben fungierte er von 1945 bis 1968 auch als Leitender Forscher und Direktor des Instituts für Lebensmittelforschung in Bukarest und wurde 1948 Abteilungsleiter am Institut für Erdöl, Gas und Geologie. Im Zuge der parteiinternen Säuberungen wurde er 1952 aus der nunmehrigen Rumänischen Arbeiterpartei PMR (Partidul Muncitoresc Român) ausgeschlossen und erst 1961 wieder als Mitglied in die Partei aufgenommen. 1961 wurde er zudem erstmals Mitglied der Großen Nationalversammlung (Marea Adunare Națională) und vertrat dort zunächst bis 1969 den Bukarester Wahlkreis Nr. 13 Foișor sowie im Anschluss bis 1973 den Wahlkreis Nr. 8 Corabia. Während seiner Parlamentszugehörigkeit war er seit dem 19. März 1965 Mitglied der rumänischen Gruppe
der Interparlamentarischen Union (IPU).
Am 21. März 1963 wurde Tudor Ionescu korrespondierendes Mitglied der Rumänischen Akademie (Academia Română), wo er Mitglied der Abteilung Technische Wissenschaften war. Auf dem Neunten Parteitag der PCR (19. bis 24. Juli 1965) wurde er Kandidat des ZK der PCR sowie am 30. Dezember 1965 auch Mitglied des Nationalen Rates für wissenschaftliche Forschung (Consiliul Național al Cercetării Științifice). Im September 1966 wurde er Vorsitzender des Nationalkomitees der Solidarität mit dem vietnamesischen Volk. Er wurde auf dem Zehnten Parteitag der PCR (6. bis 12. August 1969) Mitglied des ZK der PCR und gehörte dem Gremium bis zum Elften Parteitag der PCR (24. bis 27. November 1974). Im März 1974 wurde er ferner Mitglied des Nationalen Rates für Umweltschutz (Consiliul Național pentru Protecția Mediului Înconjurător) sowie im Mai 1974 zudem Vorsitzender des Nationalen Komitees zur Verteidigung des Friedens. Auf dem Elften Parteitag der PCR (24. bis 27. November 1974) wurde er schließlich Mitglied der Zentralen Revisionskommission der PCR und gehörte diesem Parteigremium bis zum Zwölften Parteitag der PCR (19. bis 23. November 1979). Er war ferner Mitglied des Präsidiums des Weltfriedensrates sowie Ehrenmitglied der Akademie für Agrar- und Forstwissenschaften (Academia de Stiinte Agricole si Silvice).
Für seine langjährigen Verdienste wurde er mehrfach ausgezeichnet und erhielt unter anderem 1945 das Großkreuz des Ordens der Krone von Rumänien (Ordinul „Coroana României”), 1946 das Offizierskreuz des Kultur-Verdienst-Ordens (Ordinul Meritul Cultural), 1947 das Großkreuz des Sterns von Rumänien (Steaua României), 1963 den Orden der Arbeit Erster Klasse (Ordinul Muncii), 1963 den Stern der Volksrepublik Rumänien Zweiter Klasse (Ordinul Steaua Republicii Populare Române), 1968 den Orden für wissenschaftliche Verdienste Erster Klasse (Ordinul Meritul Științific), 1971 den Titel Held der sozialistischen Arbeit (Erou al Muncii Socialiste), 1978 den Orden 23. August Zweiter Klasse (Ordinul 23. August) sowie 1981 den Orden 23. August Erster Klasse.

## Veröffentlichungen
- Asupra compoziției chimice auleiurilor neutrale separate din gudroanele primare obținute din ligniții romăneşti, 1928
- Electroanaliza cu curent alternativ, 1930
- Contribuții la clorurarea propanului, 1942
- Catalizatori și reacții catalitice fundamentale, 1953
- Valorificarea gazelor naturale și de rafinării, 1954
- Procese catalitice industriale, 1954
- Schimbători de ioni și schimbători de electroni, 1955
- Aplicații ale schimbătorilor de ioni în hidrometalurgie și catalizǎ, 1957
- Tratarea apelor cu schimbători de ioni, 1957
- Schimbători de ioni, 1961
- Obținerea magneziului din apa de mare, 1962
- Recuperarea iodului din apele saline prin schimb ionic, 1963
- Ape industriale și reziduale, 1964
- Schimbul ionic în chimia și tehnologia alimentară, 1966